# Jean-Charles Houzeau

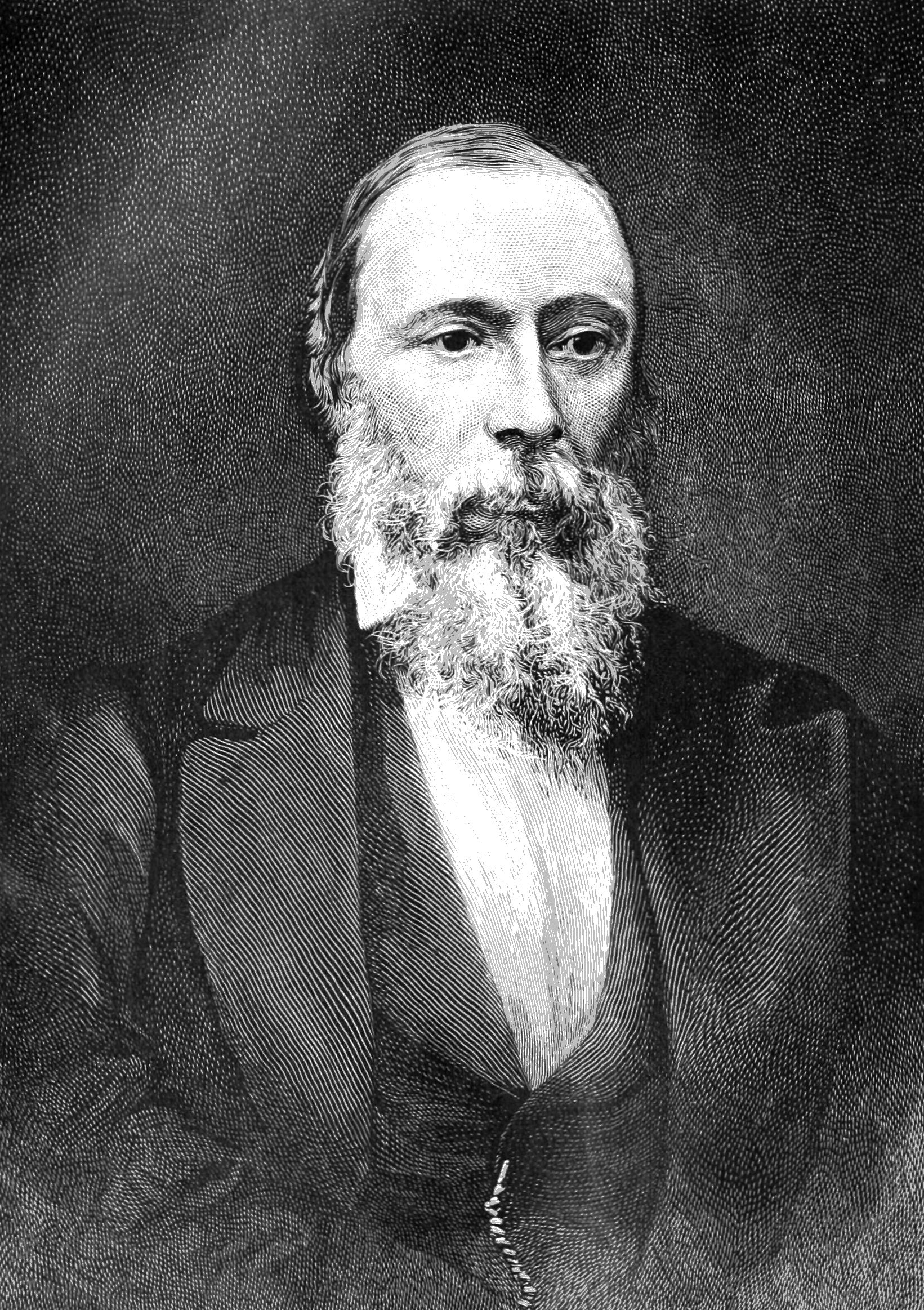
Jean-Charles Houzeau

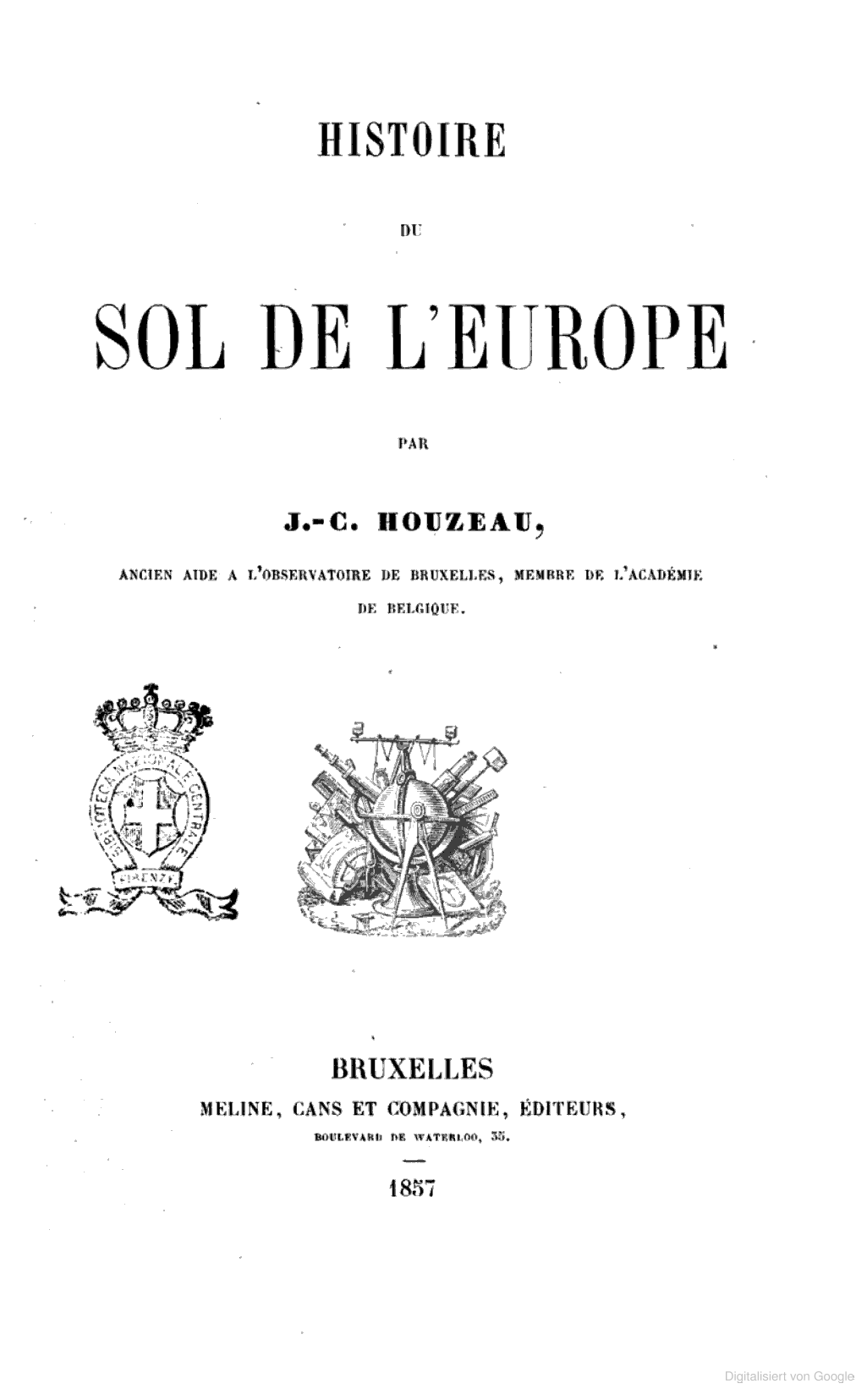
Titelseite von „Histoire du Sol de l'Europe“

Jean-Charles Houzeau (* 7. Oktober 1820 in Mons; † 12. Juli 1888 in Schaerbeek) war ein belgischer Astronom, Geograph, Biologe und Journalist.

## Leben
Jean-Charles Hippolyte Joseph Houzeau de Lehaie wurde am 7. Oktober 1820 in eine reiche Adelsfamilie geboren. Den von der Familie geführten Namenszusatz „de Lehaie“ hat Houzeau selbst nicht verwendet.
Houzeaus Plan, an der Universität Brüssel Naturwissenschaften zu studieren, scheiterte 1837 an der nicht bestandenen Aufnahmeprüfung, er ging stattdessen an die Bergbauschule in Mons. 1839 erschien sein erstes Buch, eine Abhandlung über Turbinen.
In den Jahren 1841/42 besuchte er Kurse der naturwissenschaftlichen Fakultät in Paris, allerdings ohne einen Abschluss anzustreben. Er bewarb sich bei Adolphe Quetelet um eine Stelle an der Königlichen Sternwarte von Belgien, erhielt dort zunächst eine unbezahlte Hilfsstelle und wurde 1846 auf eine besoldete Stelle befördert. 1943 hatte er seine erste astronomische Veröffentlichung, eine kurze Notiz in den  Astronomischen Nachrichten über das Zodiakallicht, gefolgt von einer Arbeit über die Lichtaberration bei der Beobachtung von Doppelsternen mit einer Eigenbewegung.
In den Unruhen des Jahres 1848 wurde Houzeau wegen seiner linksgerichteten Ansichten entlassen. Er musste fliehen und ließ sich 1850 nach Reisen durch Deutschland, die Schweiz und nach einem Aufenthalt in Lyon in Paris nieder, wo er die nächsten fünf Jahre verbrachte. Aus dieser Zeit stammen seine Abhandlungen über Meteorologie und über die Geographie Belgiens.
Er konnte dann nach Belgien zurückgehen und bei der Vermessung der belgischen Küste arbeiten, was allerdings zwei Jahre später schon wieder beendet wurde. In dieser Zeit schrieb er sein Buch über die Geschichte der Böden Europas. 1856 wurde er zum Mitglied der Königlichen Akademie der Wissenschaften Belgiens gewählt.
Nun folgte Houzeau einem schon lange gehegten Wunsch, schiffte sich am 11. September 1857 in Liverpool nach Amerika ein und erreichte nach siebenwöchiger Reise New Orleans. Nachdem er genug Englisch erlernt hatte, zog er nach San Antonio (Texas) weiter, arbeitete als Aufseher von Bewässerungsanlagen und ging weiterhin seinen wissenschaftlichen Interessen nach. Als entschiedener Gegner der Sklaverei, worüber er auch ein Buch schrieb, geriet er während des Sezessionskriegs (1861–1865) in Konflikt mit den Konföderierten und musste nach Mexiko fliehen. Dort blieb er ungefähr ein Jahr lang, bis die Nordstaaten New Orleans eingenommen hatten. Diese durchaus abenteuerliche Geschichte wird in dem Buch „Jean-Charles Houzeau's Escape from Texas“ (Jean-Charles Houzeaus Flucht aus Texas) erzählt. 1863/64 hielt er sich in Philadelphia auf und bereitete dort sein Buch über die mentalen Fähigkeiten von Tieren im Vergleich zum Menschen vor, das schließlich 1872 erschien. Er kehrte nach New Orleans zurück und schrieb zahlreiche Artikel für die zweisprachige Zeitung „The New Orleans Tribune - La Tribune de La Nouvelle-Orléans“ und arbeitete mit Louis Charles Roudanez zusammen, dem Gründer dieser ersten afrikanisch-amerikanischen Zeitung.
Nach Differenzen innerhalb der Zeitung stieg Houzeau aus und verließ 1867 die Vereinigten Staaten in Richtung Jamaika. Dort ließ er sich als Pflanzer in Ross View in den Blue Mountains nieder, wo er eine Bananen- und Kaffeeplantage betrieb und sich wieder mehr Zeit für astronomische Beobachtungen nahm. 1875 begann er mit dem Projekt, eine Karte und einen Katalog aller mit freiem Auge sichtbaren Sterne zu erstellen. Um auch die Sterne des Südhimmels zu erfassen, verbrachte er einige Wochen in Panama und Peru, wobei er sich eine Fiebererkrankung zuzog, der er später erliegen sollte.

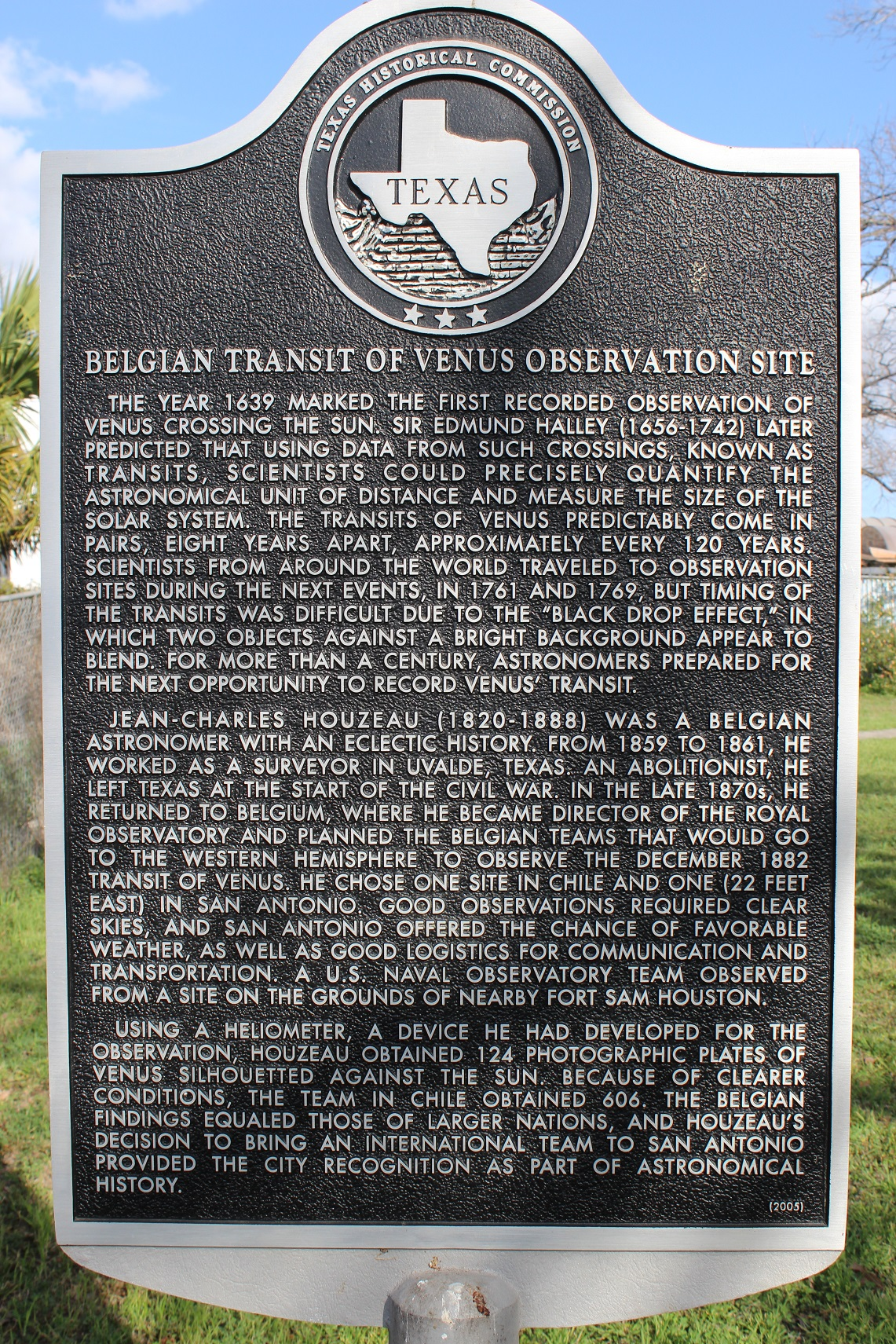
Gedenktafel in San Antonio

Nach dem Tode von Quetelet 1874 bot Belgien Houzeau trotz seiner politischen Einstellungen die Leitung der Königlichen Sternwarte an, die er am 17. Juni 1876 antrat. Für ihn war das ein Neuanfang. Die instrumentelle Ausstattung wurde modernisiert, eine spektroskopische Abteilung wurde gegründet, ein täglicher Wetterbericht eingerichtet, öffentliche Vorlesungen veranstaltet, die Bibliothek wurde erweitert und die Verlegung der Sternwarte an ihren heutigen Ort in Uccle wurde in Angriff genommen. 1878 besuchte er als Direktor der Sternwarte noch einmal Jamika zur Beobachtung der Sonnenfinsternis vom 29. Juli 1878 und verbrachte dort fünf Monate. 1880 war er der belgische Vertreter beim Kongress der Internationalen Meteorologischen Organisation in Rom. Das Jahr 1882 führte ihn noch einmal nach Texas, wo er eine der beiden belgischen Expeditionen zur Beobachtung des Venustransits vom 6. Dezember leitete und wofür eine Gedenktafel errichtet wurde.
In den sechs Jahren seines Schaffens an der Sternwarte entstanden die „Uranométrie Générale“ (der auf Jamaika begonnene Katalog der sichtbaren Sterne), das „Traité Élémentaire de Météorologie“ (Elementare Abhandlung der Meteorologie) zusammen mit Albert Lancaster und viele weitere wissenschaftliche Veröffentlichungen.
Nach seiner Rückkehr aus Texas trat Houzeau wegen seiner angeschlagenen Gesundheit vom Amt des Direktors der Sternwarte zurück. Er blieb aber wissenschaftlich aktiv und hatte bis zu seinem Tode noch viele wissenschaftliche Veröffentlichungen. Er ließ sich aus klimatischen Gründen in Orthez, im Südwesten Frankreichs nieder. Nachdem sein Vater 1885 gestorben war, kehrte er aber in seine Heimat zurück, um sich um seine Mutter zu kümmern.
Besonders hervorzuheben ist noch das mit Lancaster begonnene, sehr umfangreiche Werk „Bibliographie générale de l'astronomie, depuis les temps anciens jusqu'à l'époque actuelle“ (Allgemeine Bibliographie der Astronomie von der Antike bis in die Jetztzeit), Von den drei geplanten Bänden sind nur zwei jemals beendet worden, diese sind in fünf Teilen zwischen 1880 und 1889 erschienen. Im Herbst 1887 verschlechterte sich Houzeaus Gesundheitszustand, ab Februar 1888 war bettlägerig und er starb am 12. Juli 1888 im Alter von 67 Jahren.

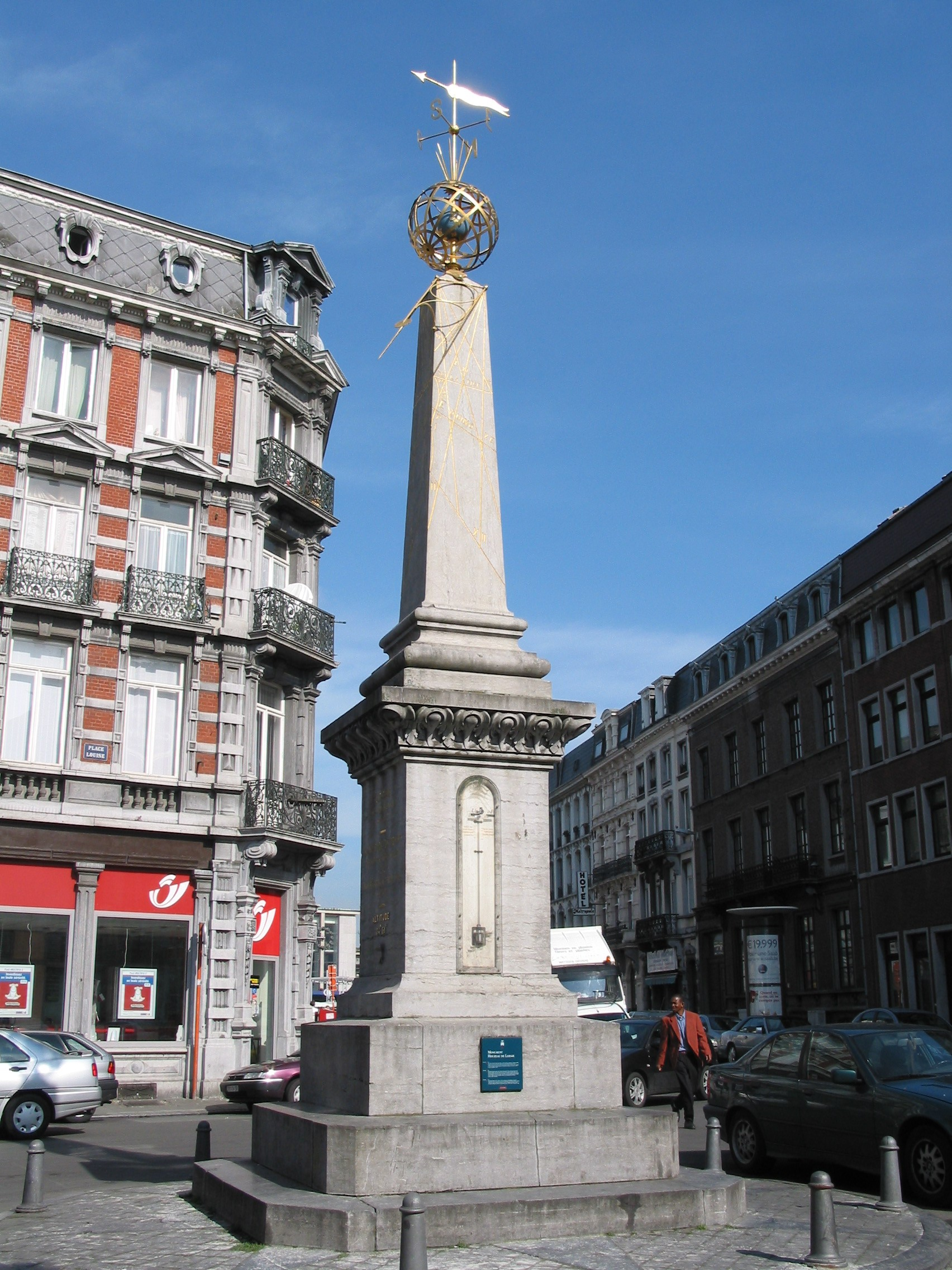
Gedenksäule in Mons

## Ehrungen
- Houzeau wurde 1878 zum Präsidenten der Königlichen Akademie der Wissenschaften Belgiens gewählt.[1]
- 1890 wurde auf dem Marktplatz in Mons zum Gedenken an Jean-Charles Houzeau eine Säule mit einer Sonnenuhr errichtet.[1]
- Der 1931 entdeckte Asteroid (2534) Houzeau ist nach Houzeau benannt.[16]
- Im Jahre 1970 benannte die International Astronomical Union den Mondkrater Houzeau offiziell nach Jean-Charles Houzeau.[17]

## Bemerkung
Der Asteroid (20998) Houzeaudelehaie ist nach Charles Auguste Houzeau de Lehaie (1832–1922), dem Bruder Jean-Charles Houzeaus, benannt. In der Begründung wird gewürdigt, dass er ihm während der zwei Jahrzehnte langen Abwesenheit seines Bruders als unermüdlicher Mitarbeiter, Korrekturleser und technischer Herausgeber seiner vielen Veröffentlichungen diente.